# Каор (округ)
Каор (фр. Cahors) — округ (фр. Arrondissement) во Франции, один из округов в регионе Юг — Пиренеи. Департамент округа — Ло. Супрефектура — Каор.
Население округа на 2006 год составляло 73 790 человек. Плотность населения составляет 34 чел./км². Площадь округа составляет всего 2179 км².